# Stay Hungry
Stay Hungry es el tercer álbum de estudio de la banda de heavy metal estadounidense Twisted Sister, publicado el 10 de mayo de 1984. El álbum contiene las dos canciones más exitosas de la banda, "We're Not Gonna Take It" y "I Wanna Rock",  además de la balada "The Price". Stay Hungry logró la certificación de multiplatino en los Estados Unidos por haber vendido más de 3 000 000 de copias.
En 2009, la banda tocó Stay Hungry en su totalidad por primera vez, incluyendo canciones nunca tocadas en vivo anteriormente como "Don't Let Me Down" y "Horror-Teria: Street Justice".

## Detalles
Stay Hungry fue el disco que catapultó al grupo a la fama mundial, gracias a canciones como "We're Not Gonna Take It" y "I Wanna Rock", que fueron extraídas como cortes de difusión y utilizados para crear videoclips, los cuales contaron con una gran promoción a través de la cadena MTV. Lo mismo ocurrió con el tema "The Price", la única balada del disco. Otro sencillo de este álbum fue "S.M.F.", mientras que la canción "Burn in Hell" fue utilizada en la película La gran aventura de Pee-Wee, la cual contó además con una breve aparición de Twisted Sister. El estilo del álbum es más comercial, pero aun así no pierde la dureza de los discos anteriores. La banda regrabó este álbum en su totalidad, en versión ampliada, y lo publicó en 2004 bajo el nombre de Still Hungry. 
La canción "Burn in Hell" ha sido versionada por la banda noruega de Black metal sinfónico , Dimmu Borgir. "We're Not Gonna Take It" ha sido versionada por la banda de horror punk argentina Smoknot y por la banda de punk-rock Los Mox!, con el título "No Lo Aceptaremox".

## Lista de canciones
- Todas las canciones compuestas por Dee Snider.

1. "Stay Hungry" - 3:03
2. "We're Not Gonna Take It" - 3:38
3. "Burn in Hell" - 4:53
4. "Horror-Teria: The Beginning" – 7:45
  1. "Captain Howdy" – 3:44
  2. "Street Justice" – 3:58
5. "I Wanna Rock" - 3:06
6. "The Price" – 3:48
7. "Don't Let Me Down" - 4:26
8. "The Beast" – 3:30
9. "S.M.F." - 3:00

### Sencillos
1. "We're Not Gonna Take It"
2. "I Wanna Rock"
3. "The Price"
4. "Burn in Hell"
5. "S.M.F."

## Créditos
- Dee Snider - voz
- Eddie Ojeda - guitarra
- Jay Jay French - guitarra
- Mark "The Animal" Mendoza - bajo
- A. J. Pero - batería

## Listas de éxitos

### Álbum
| Año  | Lista                   | Posición |
| ---- | ----------------------- | -------- |
| 1984 | Billboard 200 (EE. UU.) | 15       |
| 1984 | UK Albums Chart         | 34       |
| 1984 | German Albums Chart     | 48       |
| 1985 | Swedish Albums Chart    | 3        |
| 1985 | RPM100 (Canadá)         | 6        |
| 1985 | Nueva Zelanda           | 10       |
| 1985 | Norwegian Albums Chart  | 11       |

### Sencillos
| Año  | Sencillo                  | Lista                       | Posición |
| ---- | ------------------------- | --------------------------- | -------- |
| 1984 | "We're Not Gonna Take It" | Nueva Zelanda               | 2        |
| 1984 | "We're Not Gonna Take It" | Canadá                      | 5        |
| 1984 | "We're Not Gonna Take It" | Mainstream Rock (EE. UU.)   | 7        |
| 1984 | "We're Not Gonna Take It" | Billboard Hot 100 (EE. UU.) | 21       |
| 1984 | "We're Not Gonna Take It" | UK Singles Chart            | 58       |
| 1985 | "We're Not Gonna Take It" | Swedish Singles Chart       | 10       |
| 1984 | "I Wanna Rock"            | Mainstream Rock (EE. UU.)   | 35       |
| 1984 | "I Wanna Rock"            | Billboard Hot 100 (EE. UU.) | 68       |
| 1984 | "I Wanna Rock"            | UK Singles Chart            | 93       |
| 1985 | "I Wanna Rock"            | Norwegian Singles Chart     | 5        |
| 1985 | "I Wanna Rock"            | Nueva Zelanda               | 10       |
| 1985 | "I Wanna Rock"            | Canadá                      | 44       |
| 1985 | "The Price"               | Mainstream Rock (USA)       | 19       |

## Certificaciones
| País    | Organización | Año  | Ventas                   |
| EE. UU. | RIAA         | 1995 | 3x Platino (+ 3 000 000) |
| Canadá  | CRIA         | 1985 | 5x Platino (+ 500 000)   |